# Arrière-côte de Dijon et de Beaune
Pour les articles homonymes, voir Arrière.
L’arrière-côte de Dijon et de Beaune est un plateau calcaire de Côte-d'Or délimité par la côte d'Or à l'est, par la vallée de l'Ouche au nord et à l'ouest, et la Dheune au sud. Son altitude est comprise entre 200 m et 650 m.

## Géologie

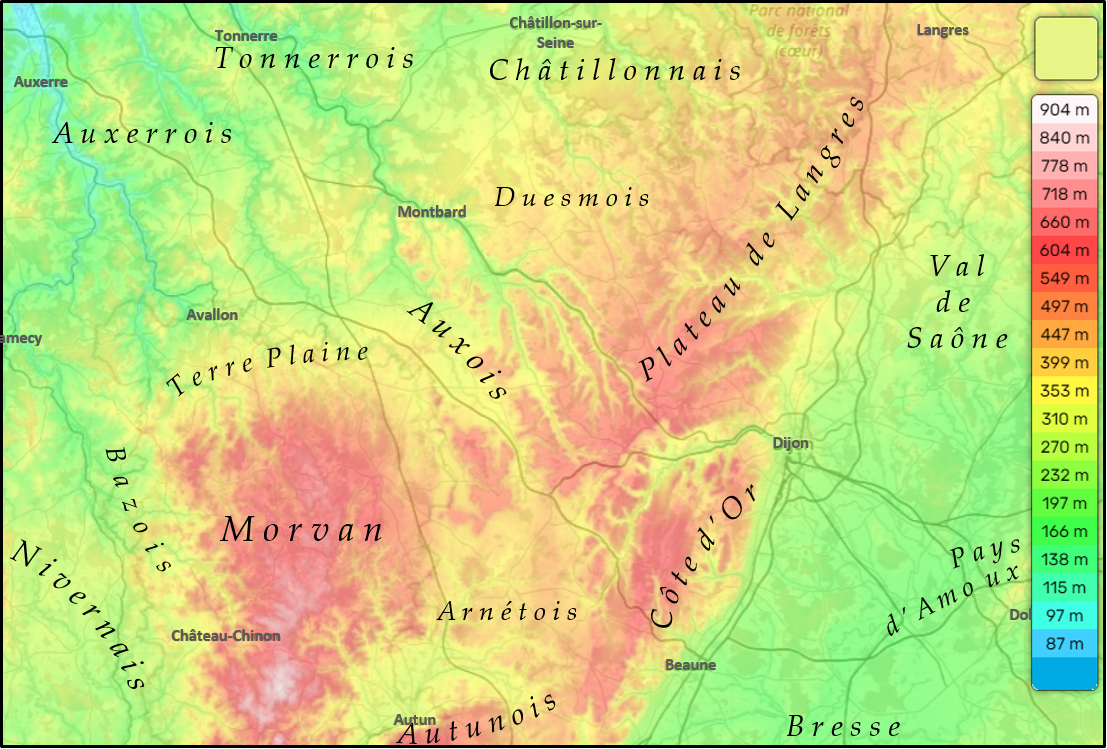
Carte topographique de la région dans laquelle l'arrière-côte se situe, à l'ouest de la côte d'Or.

Le massif est une cuesta calcaire, avec pour point culminant un point non nommé dans la commune de Détain-et-Bruant (641 m). Des sommets remarquables sont également situés au nord-est tels que le Plain de Suzâne (602 m), le mont Afrique (600 m) et le montagne d'Étang (578 m).
Le plateau est limité à l'est par la côte d'Or, un escarpement en bordure de la plaine de Saône. À l'ouest, la dépression de l'Auxois le sépare du massif du Morvan.

## Liste des communes

Relief et hydrographie de la Bourgogne (l'arrière-côte se situe à l'ouest de Beaune.

L'arrière Côte couvre entièrement ou partiellement 85 communes de la Côte-d'Or de Velars-sur-Ouche au nord, jusqu'à Nolay au sud.
Antheuil, Arcenant, Arcey, Aubaine, Baubigny, Bessey-en-Chaume,Bévy,Bouilland, Bouze-lès-Beaune, Chambœuf, Chaux,Chevannes, Clémencey, Collonges-lès-Bévy, Curley, Curtil-Vergy, Détain-et-Bruant, Échevronne, L'Étang-Vergy, Flavignerot, Fussey, Gergueil, Magny-lès-Villers, Marey-lès-Fussey, Mavilly-Mandelot, Meloisey, Messanges, Meuilley, Nantoux, Quemigny-Poisot, Reulle-Vergy, Saint-Jean-de-Bœuf, Saint-Romain, Segrois, Semezanges, Ternant, Urcy, Vauchignon, Villars-Fontaine, Villers-la-Faye, Aubigny-la-Ronce, Auxey-Duresses, Barbirey-sur-Ouche, Beaune, Bligny-sur-Ouche, Brochon, La Bussière-sur-Ouche, Chambolle-Musigny, Chenôve, Colombier, Comblanchien, Corcelles-les-Monts, Corgoloin, Cormot-le-Grand, Couchey, Crugey, Cussy-la-Colonne,Fixin, Flagey-Echézeaux, Fleurey-sur-Ouche, Gevrey-Chambertin, Gissey-sur-Ouche, Ivry-en-Montagne, Ladoix-Serrigny, Lusigny-sur-Ouche, Marsannay-la-Côte, Meursault, Montceau-et-Écharnant, Monthelie, Morey-Saint-Denis, Nolay, Nuits-Saint-Georges, Pernand-Vergelesses, Pommard, Premeaux-Prissey, Puligny-Montrachet, La Rochepot, Saint-Aubin, Sainte-Marie-sur-Ouche, Saint-Victor-sur-Ouche, Santosse, Savigny-lès-Beaune, Thorey-sur-Ouche, Velars-sur-Ouche, Veuvey-sur-Ouche, Volnay, Vosne-Romanée

## Protection de l'environnement
L'Arrière côte de Dijon et de Beaune est un site Natura 2000, classé en zone de protection spéciale, sous le n°FR2612001

## Faune
Principales espèces présentes :
- Aigle botté (Hieraaetus pennatus) Reproduction.
- Alouette lulu (Lullula arborea) Reproduction.
- Autour des palombes (Accipiter gentilis) Reproduction.
- Bondrée apivore (Pernis apivorus3) Reproduction.
- Bruant ortolan (Emberiza hortulana) Reproduction.
- Busard cendré (Circus pygargus) Reproduction.
- Busard Saint-Martin (Circus cyaneus) Reproduction. Hivernage. Étape migratoire.
- Chouette de Tengmalm (Aegolius funereus) Reproduction.
- Cigogne blanche (Ciconia ciconia) Étape migratoire.
- Cigogne noire (Ciconia nigra) Étape migratoire.
- Circaète Jean-le-Blanc (Circaetus gallicus) Reproduction.
- Engoulevent d'Europe (Caprimulgus europaeus) Reproduction.
- Faucon hobereau (Falco subbuteo) Reproduction.
- Faucon pèlerin (Falco peregrinus) Reproduction. Hivernage.
- Fauvette orphée (Sylvia hortensis) Reproduction.
- Grand-duc d'Europe (Bubo bubo) Reproduction.
- Grue cendrée (Grus grus) Étape migratoire.
- Martin-pêcheur d'Europe (Alcedo atthis) Reproduction.
- Martinet à ventre blanc (Apus melba) Reproduction.
- Milan noir (Milvus migrans) Reproduction.
- Milan royal (Milvus milvus) Reproduction. Hivernage. Étape migratoire.
- Pic cendré (Picus canus) Reproduction.
- Pic mar (Dendrocopos medius) Reproduction.
- Pic noir (Dryocopus martius) Reproduction.
- Pie-grièche à tête rousse (Lanius senator) Reproduction.
- Pie-grièche écorcheur (Lanius collurio) Reproduction.
- Torcol fourmilier (Jynx torquilla).